# Mário Jaime Loureiro Ferreira
Mário Jorge Loureiro Ferreira (Lisboa, 31 de Julho de 1899 - ?) foi um engenheiro agrónomo e publicista português.

## Biografia
Estudou Engenharia Agronómica no Instituto Superior de Agronomia da Universidade Técnica de Lisboa, onde se licenciou em 1924 e frequentou, simultaneamente, os cursos de Engenheiro Silvicultor e Engenheiro Agrónomo Colonial. Frequentou o curso de Bacteriologia e Parasitologia do Instituto Bacteriológico de Câmara Pestana, e o curso de Micologia Aplicada à Fitopatologia, ministrado pela Directora do Centraalbureau voor Schimmelculturen de Baarn, na Holanda, no Instituto Botânico de Coimbra, em 1934.
Exerceu o cargo de Naturalista Assistente do Laboratório de Patologia Vegetal de Veríssimo de Almeida em 1925. Foi Delegado do mesmo Laboratório à Inspecção Fitopatológica nas Alfândegas de Lisboa e junto a vários organismos, e dali transitou, em 1938, para a Estação Agronómica Nacional.
Foi indigitado, em 1932, para exercer o cargo de Entomologista da Colónia de Moçambique, e convidado, pelo Ministro do Ultramar, para representar a mesma Colónia no XII Congresso Internacional de Zoologia.
Foi Membro em 1937 e Vice-Presidente da Comissão Nacional para o Estudo das Calamidades e para a Protecção contra as Calamidades Naturais e foi Estagiário de Primeira Classe na Estação Agronómica Nacional.
Foi Sócio da Sociedade de Ciências Agronómicas e da Sociedade de Geografia de Lisboa e Consultor do "Notícias Agrícolas" e da "Gazeta das Aldeias".
Participou em vários Congressos.
Publicou numerosos trabalho a científicos:
- Notas de Patologia Vegetal e Entomologia Agrícola, in "Anais do Instituto Superior de Agronomia", III, 1929, "Revista Agronómica", XXVI, 2, 1936 e "Revista Agronómica", XXX, 4, 1942[1]
- A Traça da Batata e a Exportação de Batata Portuguesa Para o Brasil, in "Revista Agronómica", XVIII, 1, 1930[1]
- Doenças e Pragas dos Cereais, em colaboração com D. Martinho da França Pereira Coutinho, in Folha 2 da "Campanha do Trigo"[1]
- Dois Casos da Patologia da Oliveira, in "Revista Agronómica", XIX, 2, 1931[2]
- Uma Cochonilha Perigosa: Aonidiella perniciosa Comst., in "Arquivo da Sociedade de Biologia e Parasitologia", Museu de Zoologia da Universidade de Coimbra", II, 1932[2]
- Contribuição para o Conhecimento dos Insectos e Parasitas Animais Que Infestam as Vinhas em Portugal, in "Bulletin International du Vin", 89, Paris, 1935[2]
- A Luta Contra o Pseudococcus citri e o Problema Geral da Luta biológica, in "Palestras de Agronomia", II, 1.ª Parte, 1939[2]
- O Exercício Físico das Plantas, in "Revista de Agronomia", III, 1943[2]
- Modificação do Processo de Rolhagem das Culturas in vitro Usado em Microbiologia, in "Las Ciencias", XIII, 3, Madrid, s/d[2]
- Algumas Observações Biológicas e Biométricas Efectuadas em Euphyllura olivina Costa, in "Agronomia Lusitana", VII, 1, 1945[2]
- Dimensões, Desenvolvimento e Sexo na 5.ª Idade de Euphyllura olivina, no prelo em 1959[2]
- Comprimento das Asas Anteriores e Mortalidade na 5.ª Idade de Euphyllura olivina, 1959[2]

Identificou e confirmou pela análise bacteriológica a presença do agente do cancro das citrinas (Phytomonas citri) em Moçambique, e identificou o Graphium ulmi como sendo o fungo responsável pela doença que, em 1933, estava atacando alguns ulmeiros em Lisboa. Deu começo, nos pomares de espinho do Ribatejo, a um ensaio de aclimatação de Cryptoloemus Montrouzieri, depredador de Pseudococcus citri, causador do "algodão" da laranjeira e doutras espécies congéneres. Elaborou e apresentou oficialmente à Ditecção-Geral do Ensino Técnico, um projecto de organização de estudos fitopatológicos em bases essencialmente agronómica, com preferência dos métodos que possibilitam os cultivos em condições satisfatórias de higiene vegetal, aos métodos farmacopáticos.
Com o pseudónimo Jaime Selenita, publicou:
- Canções do Mar e do Vento (poesias)[2]
- Enxurrada (contos)[2]

É autor do conto Não É Tarde, Nem Cedo, destinado à Campanha de Educação de Adultos.